# Harald Östergren
August Harald Östergren, född 1 mars 1888 i Stockholm, död 9 juli 1974 i Vällingby, var en svensk målare, tecknare och konsthantverkare. 
Östergren studerade vid Konstakademien i Stockholm 1913–1917 och fortsatte därefter sina studier vid olika konstskolor i Tyskland. Under 1923–1947 var han anställd som konstnärlig ledare vid Upsala-Ekebys ateljé. När Upsala-Ekeby visade upp sin produktion på Röhsska konstslöjdmuseet i Göteborg 1957 var han rikt representerad med föremål som han formgivit under sin tid vid fabriken. Separat ställde han ut i Spånga och han medverkade i ett flertal samlingsutställningar i Spånga. Han var representerad i utställningen Konst från Upland som visades i Gävle 1946, samlingsutställningar i Ölands Skogsby samt flera samlingsutställningar med Uplands konstförening i Uppsala. Hans keramiska produktion består av nyttoföremål, vaser och skålar. Som målare och tecknare var han en renodlad naturalist med landskapsskildringar från Öland, Uppsala, Spånga, Gotland och västkusten samt porträtt, figurmotiv och växtlivet från ängar och dikesrenar.  